# Corpse Party: Tortured Souls
Corpse Party: Tortured Souls (コープスパーティー Tortured Souls -暴虐された魂の呪叫- Corpse Party: Tortured Souls – Bōgyaku Sareta Tamashii no Jukyō?, lit. Corpse Party: Tortured Souls – The Curse of Tortured Souls) es una serie de anime OVA compuesta por cuatro capítulos, basada en el videojuego japonés de terror Corpse Party.
Todos los episodios fueron lanzados en simultáneo el 24 de julio de 2013, y a la vez esta serie es una secuela de la OVA Corpse Party: Missing Footage.

## Sinopsis
Basadas en el juego de survival horror Corpse Party, la historia sigue a Heavenly Host Elementary School, una escuela de primaria que fue derribada después de los asesinatos y desapariciones de varios de sus empleados y estudiantes. Otra escuela llamada Kisaragi Academy ha sido construida sobre el sitio de la antigua escuela de primaria.
Una noche, un grupo de estudiantes de Kisaragi están contando historias de fantasmas cuando un terremoto de repente los transporta a otra dimensión donde todavía existe Heavenly Host Elementary School y en donde rondan los fantasmas de los niños asesinados en la escuela. Los estudiantes deberán encontrar la forma de sobrevivir y volver a casa.

## Reparto
| Personaje            | Doblador         |
| -------------------- | ---------------- |
| Satoshi Mochida      | Hiro Shimono     |
| Naomi Nakashima      | Rina Sentóō      |
| Ayumi Shinozaki      | Asami Imai       |
| Seiko Shinohara      | Satomi Arai      |
| Yuka Mochida         | Eri Kitamura     |
| Yoshiki Kishinuma    | Yuichi Nakamura  |
| Mayu Suzumoto        | Yūka Nanri       |
| Sakutaro Morishige   | Tetsuya Kakihara |
| Yui Shishido         | Miyuki Sawashiro |
| Sachiko Shinozaki    | Ikue Ōtani       |
| Yuuya Kizami         | Tomokazu Sugita  |
| Naho Saenoki         | Ayano Yamamoto   |
| Yuki Kanno           | Hiromi Igarashi  |
| Ryou Yoshizawa       | Satomi Moriya    |
| Tokiko Tsuji         | Momoko Ōhara     |
| Yoshikazu Yanagihori | Daisuke Matsuo   |
| Takamine Yanagihori  | Taira Kikumoto   |

## Lista de episodio
| N.º | Título                                                                                                | Fecha de emisión original |
| --- | --- | ------------------------- |
| 1 | Título : "Separación múltiple" Transcripción : " Tajūteki Betsuri " ( japonés : 多重的別離 )          | 24 de julio de 2013       |
| Un grupo de compañeros de la Academia Kisaragi realizan un encantamiento de la amistad llamado "Sachiko Ever After" para su compañera de clase Mayu Suzumoto, quien está a punto de ser transferida a otra escuela. Al completar el encantamiento, son envueltos por un terremoto y transportados a la Escuela Primaria maldita Heavenly Host, todos en un lugar diferente del edificio. Naomi Nakashima y Seiko Shinohara se reúnen para buscar una salida juntas, pero descubren que todas las ventanas y puertas del edificio están selladas. Mientras descansan en una enfermería, Seiko se da cuenta de que ha perdido su hoja de papel y deja que Naomi la busque. Naomi luego es atacada por un fantasma y escapa con vida por poco antes de encontrarse con una chica con un vestido rojo. Cuando Seiko regresa, Naomi la regaña por irse y la aleja enojada. Naomi luego busca a Seiko para disculparse. | |                           |
| 2 | Título: "Bisagras rotas" Transcripción de : " Kowareru Chōtsugai " ( japonés : 壊 れ る 蝶 番 )       | 24 de julio de 2013       |
| Los estudiantes de Kisaragi aprenden que Heavenly Host es el sitio de un incidente de asesinato donde el maestro de escuela Yoshikazu Yanagihori supuestamente cortó la lengua de cuatro niños. Ayumi Shinozaki y Yoshiki Kishinuma son atacados por el fantasma de una de las víctimas, pero son rescatados por el fantasma de Naho Saenoki, un famoso bloguero que publicó en línea el ritual Sachiko Ever After. Siguiendo sus consejos, buscan las lenguas de los niños asesinados para devolverlos para que así las almas puedan descansar en paz. Mientras tanto, dos de las otras víctimas infantiles matan a Mayu aplastando su cuerpo contra una pared, mientras que su maestra, Yui Shishido, es golpeada en la cabeza por el no-muerto Yoshikazu. Después de que la chica de rojo separara a los hermanos Satoshi y Yuka Mochida, Yuka es perseguido por Sakutaro Morishige, quien se ha vuelto loco por el descubrimiento de los restos de Mayu. Yuka es rescatada por Yuuya Kizami, | |                           |
| 3 | Título: "Sentimientos inalcanzables" Transcripción de: " Todokanu Omoi " ( japonés : 届 か ぬ 想 い ) | 24 de julio de 2013       |
| Yuuya persigue a Yuka hasta que Yoshikazu lo deja inconsciente. Mientras tanto, después de que se restauren tres de las cuatro lenguas de los niños, Ayumi y Yoshiki son transportados de regreso a la Academia Kisaragi por Yuki, uno de los tres niños, cuando el espacio cerrado de la escuela primaria se desestabiliza brevemente; sin embargo, Heavenly Host ha vuelto a la normalidad, por lo que nadie más puede escapar. Yuki le muestra a Ayumi una visión del asesinato que revela que el verdadero culpable es el cuarto niño y niña vestidos de rojo, Sachiko Shinozaki. Después de una discusión con Yoshiki, Ayumi regresa a Heavenly Host para salvar al resto de sus amigos por sí misma. En Heavenly Host, Naho reúne a Satoshi con Naomi. Yuka es capturada y torturada por Yuuya parcialmente desollado. Yoshiki llega y mata a Yuuya antes de sacrificarse para proteger a Yuka y Ayumi de Yoshikazu. Satoshi y Naomi encuentran a Yuka, | |                           |
| 4 | Título: "Triste verdad" Transcripción de : " Kanashiki Shinjitsu " ( Japonés : 哀しき真実)            | 24 de julio de 2013       |
| Ayumi les dice a Satoshi y Naomi que para regresar a casa, deben apaciguar a Sachiko y realizar el ritual de Sachiko Ever After nuevamente usando sus papeles. Ayumi vence a Naho en una confrontación después de darse cuenta de que Naho mintió a propósito sobre cómo realizar correctamente el ritual en su blog. Ayumi luego se encuentra con Yui, quien es decapitada por los escombros que caen. Explorando el sótano de la escuela, Naomi encuentra un video de ella misma colgando a Seiko mientras está poseída; ella se derrumba hasta que el espíritu de Seiko la alivia. Después de que el trío deja descansar el espíritu de Sachiko, la escuela comienza a colapsar y el trío comienza el ritual. Satoshi le da su desliz a Naomi, quien había perdido el suyo, y tiene la intención de usar el desliz de Yuka para él, sin saber que en realidad es de Yuuya. Naomi y Ayumi regresan con éxito a la Academia Kisaragi, pero debido a que Satoshi usó un papel que pertenecía a alguien de una escuela diferente, solo sus brazos separados vienen con ellos. Más tarde, Naomi traumatizada se recluye en su habitación, su madre no cree en la existencia de Seiko y los otros compañeros muertos. | |                           |

## Producción
La OVA fue anunciada por la compañía MAGES, la productora del videojuego, el 2 de agosto de 2012. Fue anunciada como una secuela de la OVA Corpse Party: Missing Footage, la cual fue estrenada el mismo día del anuncio.
La serie fue dirigida por Akira Iwanaga, escrita por Shoichi Sato y animada por el estudio Asread. Seiki Tanaka proporcionó los diseños de los personajes de la serie, además de ser director del anime.
El opening titulado ""Anillo de nebulosa" (星屑のリング Hoshikuzu no Ringu?)" (, ) fue producido por Asami Imai, mientras que el ending de titulado""Luz de luciernaga" (蛍火 Hotarubi?)" fue producido por Yumi Hara.

## Lanzamiento
La desarrolladora de videojuegos 5pb, emitió en streaming 3 vídeos promocionando las OVAS, el 22 de diciembre de 2012, 28 de mayo de 2013, y 28 de junio de 2013.
Se realizó una proyección especial de la OVAs en Osaka el 15 de junio de 2013, a la que asistieron miembros del personal y fans. La Ova fue estrenada oficialmente el 24 de julio de 2013 en un formato de 4 episodios disponibles en dos DVD o en una caja de Blu-ray.
Section23 Films consiguió la licencia de emisión del anime para Estados Unidos, bajo el sello de MaidenJapan, y lanzó a la venta el DVD y el Blu-ray el 26 de enero de 2016.